# Beni (rijeka)
Beni (špa. Río Beni) je 1598 km duga rijeka u sjevernom dijelu Bolivije, desni pritok Madre de Dios
Izvire sjeverno od La Paza, te teče prema sjeveroistoku. Južno od grada Rurrenabaque prolazi kroz kišne šume, a sjeverno od grada kroz pampas.
Jedna od važnijih pritoka je rijeka Tuichi u Nacionalnom parku Madidi. Rijeka Tuichi ulijeva se uzvodno od gradića Rurrenabaque.

## Vanjske poveznice
|  | Zajednički poslužitelj ima još gradiva o temi Beni (rijeka) |